# سيرافيم بيريرا
سيرافيم بيريرا (بالبرتغالية: Serafim Pereira‏) هو لاعب كرة قدم برتغالي في مركز الهجوم، ولد في 25 يونيو 1943 في البرتغال، وتوفي بنفس المكان في 7 يونيو 1994. شارك مع منتخب البرتغال لكرة القدم. أما مع النوادي، فقد لعب مع أكاديميكا كويمبرا ونادي بنفيكا ونادي بورتو.

## وصلات خارجية
- سيرافيم بيريرا على موقع قاعدة بيانات كرة القدم.إي يو (الإنجليزية)
- سيرافيم بيريرا على موقع ناشيونال فوتبول تيمز (الإنجليزية)